# Стенішешть
Стенішешть, Стенішешті (рум. Stănișești) — село у повіті Бакеу в Румунії. Входить до складу комуни Стенішешть.
Село розташоване на відстані 240 км на північ від Бухареста, 32 км на південний схід від Бакеу, 83 км на південь від Ясс, 125 км на північний захід від Галаца.

## Населення
За даними перепису населення 2002 року у селі проживали 629 осіб, з них 628 осіб (99,8%) румунів. Усі жителі села рідною мовою назвали румунську.